# دوزنده تاسمانی
دوزنده تاسمانی (نام علمی: Austroaeschna tasmanica) نام یک گونه از سرده دوزنده جنوبی است.